# Penkalasbrücke
Die Penkalasbrücke ist eine römische Brücke über den Penkalas (heute Bedir Çayı), einen kleinen Zufluss des Kocaçay (Rhyndakos), im  kleinasiatischen Aizanoi (Çavdarhisar in der Türkei).
Die fünfbögige Steinbrücke aus dem 2. Jahrhundert n. Chr. ist eine von ehemals vier Römerbrücken in Aizanoi und dürfte in der Antike aufgrund ihrer zentralen Lage in der Nähe des Zeus-Heiligtums und der direkten Anbindung an die Fernstraße nach Kotiaion (heutiges Kütahya) der bedeutendste Flussübergang gewesen sein. Die antike Brüstung blieb nach Berichten früher europäischer Forschungsreisender bis mindestens 1829 erhalten und ist heute durch ein wenig ansehnliches Eisengeländer ersetzt.
Ca. 290 m flussabwärts führt eine weitere gut erhaltene antike Brücke über den Penkalas, die in fast identischer Weise ausgeführt ist.